# Zero Age
Zero Age est un jeu vidéo de puzzle développé par Hosni Auji et Majd Akar, sorti en 2014 sur iOS.

## Système de jeu
Le joueur contrôle un personnage dans un univers en 3D composés de cubes. En déplaçant ces cubes, le joueur crée des passages qui lui permettent d'atteindre la fin des niveaux.
Canard PC compare l'aspect visuel du jeu aux productions de la Team Ico.

## Accueil
Canard PC attribue au jeu la note de 6/10. Le prototype du jeu, assez éloigné du gameplay final, a été développé dans le cadre de la compétition « Netherlands Game Awards » (qu'il a remporté), organisée par l'ambassade des Pays-Bas au Liban.